# Езнік Когбатши
Езнік з Колба (Езнік Когбатши) (вірм. Եզնիկ Կողբացի) (точна дата невідома — 450-ті) — вірменський християнський письменник V століття.

## Біографія
Езнік народився у місті Кохб (зараз Тузлуца, Туреччина), розташованому в долині притоки Чорох в історичній провінції Тайк на півночі Великої Вірменії.
Езнік був учнем католікоса Вірменського Ісаака Великого та Месропа Маштоца. На їх прохання він вирушив спочатку до Едеси, а потім до Константинополя, щоб удосконалитись у різних науках і зборі та копіюванні сирійських та грецьких рукописів Біблії, а також твори отців Церкви. Він повернувся до Вірменії після Першого Ефеського собору (431).
Імовірно, він тотожний Єзніку, єпископу Багревандського регіону, який брав участь у Арташатському синоді 449 року.

## Праці
Окрім праць, пов’язаних з новою версією Біблії та різноманітними перекладами, він створив декілька творів, головним з яких є його апологетичний трактат «Проти сект» або «Про Бога». Він був написаний між 441 і 449 роками і містить чотири частини:
- У першій, проти язичників, Езнік бореться з вічністю матерії та субстанційним існуванням зла..
- У другій він спростовує головні доктрини парсеїзму/зороастризму (зокрема зурванізму).
- Третя частина спрямована проти аспектів вірувань грецьких філософів (піфагорійців, платоніків, перипатетиків, стоїків і епікурейців). Це єдиний розділ, у якому Єзнік бере свої аргументи з Біблії, а не з розмірковувань.
- Четверта частина — це виклад і спростування маркіонізму як дуалістичної єресі.

Важливою темою роботи є значення свободи волі в християнській теології. Езнік виявляє велику кмітливість і ерудицію. Езнік, очевидно, був знайомий з перською мовою (середньоперською), як і з грецькою літературою. Його вірменська дикція має найвибагливіший класичний тип, хоча тема змусила його використовувати досить багато грецьких слів. У книзі також є багато цікавих моментів, таких як спростування астрології Езником та відволікання на тему поведінки та психології тварин.
Оригінал рукопису «Проти сект» втрачено: твір зберігся завдяки єдиній середньовічній транскрипції, скопійованій у Гладзорському університеті. Зараз цей рукопис знаходиться в Інституті стародавніх рукописів імені Месропа Маштоца. Копія першого видання книги «Проти сект» у Смірні (тепер Ізмір) 1762 року, знаходиться у колекції Британської бібліотеки. Мехітаристи у Венеції опублікували оновлене видання в 1826 році і знову в 1865 році.

## Переклади

### Французький переклад
Французький переклад (під назвою «Réfutation des différentes sectes») ЛеВайана де Флоріваля був опублікований у 1853 році.

### Німецький переклад
У 1900 році був опублікований німецький переклад (під назвою «Eznik von Kolb, Wider die Sekten») Й. М. Шміда.

### Переклад англійською
Повний переклад англійською мовою (під назвою «Про Бога») Моніки Бланшар і Робіна Дарлінг Янг був опублікований у 1998 році.
(Скорочений) переказ роботи, створений Томасом Самуеліаном англійською мовою (під назвою «Спростування сект») був опублікований у 1986 році. і доступний для читання в Інтернеті.